# (4046) Swain
(4046) Swain (1953 TV) – planetoida z pasa głównego asteroid okrążająca Słońce w ciągu 4 lat i 102 dni w średniej odległości 2,63 j.a. Została odkryta 7 października 1953 roku.